# Wayne Wouters
Wayne G. Wouters, PC (* April 1951 in Edam (Saskatchewan), Kanada) ist Kanadier, ehemaliger Schriftführer des Kanadischen Kronrates und ehemaliger Sekretär des kanadischen Kabinetts. Am 3. Oktober 2014 trat er zurück. Ihm folgte Janice Charette nach.

## Ausbildung, Beruf und Leben
Wouters wurde in Edam (Saskatchewan) geboren und wuchs auf einer Farm auf. Er absolvierte die University of Saskatchewan in Saskatoon mit dem Bachelor of Arts in Wirtschaftswissenschaften und im Anschluss die Queen’s University in Kingston (Ontario) mit dem Master of Arts – ebenfalls in Wirtschaftswissenschaften.
Nachdem er als Dozent für Politik- und Wirtschaftswissenschaften an der Universität von Saskatchewan tätig gewesen war, wechselte er 1977 in die Verwaltung von Saskatchewan, wo er bis in die Position des Direktors der Abteilung Energiewirtschaft des Ministeriums für mineralische Ressourcen aufstieg.
1982 wechselte er in die kanadische Regierung und bekleidete unterschiedliche Positionen im Ministerium für Energie, Mienen und Ressourcen und ab 1990 im Finanzministerium. Bis 1994 wurde in mit unterschiedlichen Seniorpositionen betraut – unter anderem Assistenzsekretär des Kabinetts, Leiter der Task Force für die neufundländische Wirtschaft und Stellvertretender Sekretär des Kabinett (verantwortlich für Planung und Konsultationen).

## Regierungsaufgaben
Im September 1997 wurde er zum Stellvertretenden Minister für Fischerei und Weltmeere berufen – 2002 wurde er zum Stellvertretenden Minister für Personalwesen und Entwicklung ernannt. Im Jahr 2003 wurde ihm zusätzlich die Verantwortung des Vorstandsvorsitzenden der Kommission für Arbeitsschutz übertragen. Von Dezember 2004 bis zum 30. Juni 2009 war er schließlich kanadischer Finanzminister.
Am 7. Mai 2009 wurde er als Nachfolger von Kevin G. Lynch im Amt der Schriftführers des Kronrats und Sekretär des Kabinetts benannt. Dieses Amt übernahm er am 1. Juli desselben Jahres.
Am 24. März 2014 verhängte Russland als Gegenmaßnahme zu den kanadischen Sanktionen im Rahmen der russischen Krieg in der Ukraine seit 2014 gegen Wouters und 12 weitere Kanadier Einreiseverbote.

## Ruhestand
Am 19. August, gab Wouters bekannt, dass er nach 37 Jahren von seinen öffentlichen Aufgaben zurücktreten werde. Am darauffolgenden Tag verkündete Premierminister Stephen Harper, dass ihm Janice Charette am 6. Oktober 2014 nachfolgen werde.
McCarthy Tétrault, eine der sieben großen kanadischen Rechtsanwaltskanzlei (sogenannte „Seven Sisters“), gab am 20. April 2015 bekannt, dass Wouters künftig als Strategie- und Politikberater für das Unternehmen tätig sein werde. Seit dem 1. Mai ist er für die Kanzlei tätig. Die Tätigkeit wurde zuvor von der kanadischen Kommissarin für Interessenskonflikte und Ethik, Mary Dawson, freigegeben.

## Auszeichnungen und Ehrungen
- 2011: Ehrendoktor der Rechtswissenschaften, verliehen von der University of Saskatchewan[8]
- 2012: Gordon Draper Award, verliehen von der Commonwealth Association for Public Administration Management[9]
- 2012: Medaille der Queen zum diamantenen Jubiläum[9]
- 2012: Community Builder of the Year-Award, verliehen von United Way of Canada[10][11]
- 2012:The Maclean’s 2012 Power List – Platz 17[12]
- 2013: André Mailhot Award, verliehen von United Way of Canada[13][11]
- Am 10. Dezember 2014 wurde er als Mitglied des Kanadischen Kronrates vereidigt. Ihm wurde der Ehrentitel „The Honourable“ und das zugehörige, dem Namen nachgestellte Kürzel „PC“ auf Lebenszeit verliehen.[14][11]